# Rastislav Trtík
Rastislav Trtík (* 6. März 1961 in Košice, ČSSR; † 1. Oktober 2024) war ein tschechischer Handballtrainer. Er trainierte die tschechische Männer-Nationalmannschaft sowie Vereinsmannschaften in Tschechien, in der Slowakei und in Deutschland.

## Leben und Karriere
Trtík trainierte ab dem Jahr 1996 das Team von Baník Karviná. Im Jahr 1999 wechselte er zu Frýdek-Místek, den er bis 2003 trainierte. Rastislav Trtík war von Juli 2004 bis zu seiner Entlassung im Dezember 2006 Trainer des MT Melsungen, den er 2005 von der 2. Handball-Bundesliga in die Bundesliga führte. Er trainierte drei Jahre, bis zum Ende der Saison 2010/11, den Verein HT Tatran Prešov, mit dem er drei Mal slowakischer Meister wurde. Bis 2012 war er wieder bei HC Baník OKD Karviná tätig. Ab der Saison 2012/13 war er Trainer beim HC Empor Rostock in der 2. Bundesliga. Dort wurde er am 14. September 2014 beurlaubt. In der Saison 2015/16 trainierte er wieder Tatran Prešov, der unter seiner Leitung 2016 die slowakische Meisterschaft und den slowakischen Pokal gewann. Anschließend übernahm er das Traineramt vom polnischen Verein NMC Górnik Zabrze.
Rastislav Trtík übernahm im Februar 2021 nochmals das Traineramt der tschechischen Nationalmannschaft, welche er ein Jahr lang betreute. Rastislav Trtík starb am 1. Oktober 2024 im Alter von 63 Jahren.

## Erfolge
- Tschechischer Landesmeister mit HK Baník Karviná und Frýdek-Místek[10]
- Slowakischer Landesmeister mit HT Tatran Prešov
- Aufstieg von der 2. in die 1. Bundesliga mit MT Melsungen